# Johannes Richardy
Johannes Richardy, connu aussi sous le nom Johannes Richter, né en 1878 à Leipzig et décédé 1955, est un compositeur allemand de musique populaire. Il est devenu célèbre grâce à son Harlequin Polka, jouée encore de nos jours par des orchestres de salon.

## Œuvres principales
- Harlekin-Polka
- Venezianische Gondoliera op. 48
- Mamsell Übermut, opérette en un acte, Leipzig, 1912
- Ein Deutsches Kaiserwert: Lied pour voix et piano ou orchestre, Vetter, 1914
- Das Mägdelein aus den Argonnen: Lied pour voix et accompagnement op. 101, Vetter, 1915
- Der Jäger aus der Pfalz, opérette en 3 actes, Leipzig 1921
- Wenn zwei sich das Nestchen fertig gebaut, Leipzig 1921

## Source de la traduction
- (de) Cet article est partiellement ou en totalité issu de l’article de Wikipédia en allemand intitulé « Johannes Richardy » (voir la liste des auteurs).